# Mainstream Records
La Mainstream Records è una etichetta discografica indipendente statunitense fondata da Bob Shad nel 1964.

## Storia
I primi dischi della Mainstream erano ristampe dalla Commodore Records. Il suo catalogo è cresciuto fino a includere Bob Brookmeyer, Maynard Ferguson, Jim Hall, Helen Merrill, Carmen McRae, Jimmy Raney, Zoot Sims, Clark Terry e Sarah Vaughan. Janis Joplin, con Big Brother and the Holding Company, apparve per la prima volta sulla Mainstream.
Nel 1978 la Mainstream cessò le attività. Bob Shad morì nel 1985. Nel 1990 l'etichetta fu ripresa da sua figlia, Tamara, e Humphrey Walwyn, l'ex capo della BBC Records. Fu acquistata dalla Legacy Recordings nel 1993 e riacquistata dalla famiglia Shad nei primi anni 2000. L'etichetta è ora gestita dalla nipote di Shad, Mia Apatow, con l'aiuto di suo fratello Judd Apatow.

## Discografia

### Serie 56000/S6000 (LP 12')
La Serie Mainstream 56000/S6000 iniziò nel 1964 quando l'etichetta fu fondata da Bob Shad e durò fino al 1971 e inizialmente ristampò materiale dalla Commodore Records e della Time Records, una precedente etichetta di Bob Shad, oltre ad alcune nuove registrazioni jazz, poi colonne sonore, prima di espandersi nel rock psichedelico intorno al 1966.
| N. Catalogo | Titolo                                                         | Artista                             | Note |
| ----------- | -------------------------------------------------------------- | ----------------------------------- | --- |
| 56000/S6000 | The Commodore Recordings 1939, 1944                            | Billie Holiday                      | |
| 56001/S6001 | Begin the Beguine                                              | Eddie Heywood                       | |
| 56002/S6002 | Influence of Five                                              | Artisti vari                        | Coleman Hawkins, Lester Young, Ben Webster, Don Byas, Chu Berry                                                                         |
| 56003/S6003 | Dixieland-New Orleans                                          | Artisti vari                        | Jack Teagarden, Pee Wee Russell, Eddie Condon, Wild Bill Davison & Others                                                               |
| 56004/S6004 | Town Hall Concert                                              | Artisti vari                        | Gene Krupa, Charlie Ventura, Bill Coleman, Red Norvo, & Others                                                                          |
| 56005/S6005 | The Soil and the Sea                                           | Artisti vari                        | Pete Seeger, Woody Guthrie, Peter Hawes, Lee Hays                                                                                       |
| 56006/S6006 | I'm Lost                                                       | Dottie Clark                        | |
| 56007/S6007 | Boss of the Blues                                              | Charles Brown                       | |
| 56008/S6008 | Chairmen of the Board                                          | Artisti vari                        | Art Tatum, Fats Waller, Teddy Wilson, Joe Bushkin, Mel Powell, Jess Stacy                                                               |
| 56009/S6009 | 52 Street                                                      | Artisti vari                        | Billie Holiday, Ben Webster, and Others                                                                                                 |
| 56010/S6010 | Dixieland-Chicago Style                                        | Artisti vari                        | Muggsy Spanier, Russell, & Others |
| 56011/S6011 | Era of the Clarinet                                            | Artisti vari                        | Pee Wee Russell, Edmund Hall, Irving Fazola, Benny Goodman, Tony Parenti, George Lewis                                                  |
| 56012/S6012 | Lester Young & Kansas City Six                                 | Lester Young                        | |
| 56013/S6013 | Two Jims and Zoot                                              | Jimmy Raney, Zoot Sims & Jim Hall   | |
| 56014/S6014 | The Artistry of Helen Merrill                                  | Helen Merrill                       | |
| 56015/S6015 | A Taste of Honey                                               | Morgana King                        | |
| 56016       | The Songs of Kurt Weill                                        | Felicia Sanders                     | Ristampa di Time 2007 |
| 56017/S6017 | Era of the Swing Trumpet                                       | Artisti vari                        | Eldridge, Hackett, Jonah Jones, Page, Williams, & DeParis                                                                               |
| 56018/S6018 | Town Hall Concert Volume 2                                     | Artisti vari                        | Krupa & Ventura 3, Stuff Smith, Red Norvo, Wilson, Phillips, Bert, Rogers, Sachs, Palmieri, Stewart, Powell, Krupa, Ventura, & Walthers |
| 56019/S6019 | Tenor Hierarchy                                                | Artisti vari                        | Coleman Hawkins, Chu Berry, Ben Webster, Frank Wess, Phillips, Don Byas                                                                 |
| 56020/S6020 | Jelly Roll Morton                                              | Jelly Roll Morton                   | |
| 56021/S6021 | Bahutu Chant & Dancers                                         | Bahutu Chant & Dancers              | |
| 56022/S6022 | Once Upon a Time                                               | Billie Holiday & Teddy Wilson       | |
| 56023/S6023 | Expressions East                                               | John Berberian                      | |
| 56024/S6024 | Legend                                                         | Eddie Condon                        | |
| 56025/S6025 | Look at Yesterday                                              | Vari Artisti                        | Stan Getz, Gerry Mulligan, Buddy Stewart, Paul Quinichette, Jimmy Raney, Wardell Gray                                                   |
| 56026/S6026 | Legend                                                         | Pee Wee Russell                     | |
| 56027/S6027 | Legend                                                         | Willie "The Lion" Smith             | |
| 56028/S6028 | Second to None                                                 | Carmen McRae                        | |
| 56029/S6029 | Riverboat Jazz                                                 | Juggy's Jazz Band                   | |
| 56030/S6030 | August Child                                                   | Sylvia Copeland                     | |
| 56031/S6031 | Color Him Wild                                                 | Maynard Ferguson                    | |
| 56032/S6032 | Organ Out Loud                                                 | Gene Ludwig                         | |
| 56033/S6033 | The Award Winner                                               | Frank Wess                          | |
| 56034/S6034 | Ruth Brown '65                                                 | Ruth Brown                          | |
| 56035/S6035 | Ballads My Way                                                 | Charles Brown                       | |
| 56036/S6036 | Corcovado Trumpets                                             | Vic Schoen                          | |
| 56037/S6037 | Meditations                                                    | Coleman Hawkins                     | |
| 56038/S6038 | Sittin' In                                                     | Chu Berry                           | |
| 56039/S6039 | Legend                                                         | Bunk Johnson                        | |
| 56040/S6040 | The Blues                                                      | Lightnin' Hopkins                   | Ristampa di Time T/7004 |
| 56041/S6041 | Tiger Tail                                                     | Stanley Turrentine                  | Ristampa di Time 52086 |
| 56042/S6042 | Now                                                            | Cleo Bradford                       | |
| 56043/S6043 | Tonight                                                        | Clark Terry Bob Brookmeyer Quintet  | |
| 56044/S6044 | Haven't We Met?                                                | Carmen McRae                        | |
| 56045/S6045 | The Blues Roar                                                 | Maynard Ferguson                    | |
| 56046/S6046 | Yancy                                                          | Emily Yancy                         | |
| 56047/S6047 | Oud Artisty                                                    | John Berberian                      | |
| 56048/S6048 | It's Time We Met                                               | Terry Gibbs                         | |
| 56049/S6049 | Home Town Blues                                                | Sonny Terry & Brownie McGhee        | |
| 56050/S6050 | Vibrations                                                     | Jimmy Ricks                         | |
| 56051/S6051 | Latin Au Go Go                                                 | Joe Cain                            | |
| 56052/S6052 | Miss Morgana King                                              | Morgana King                        | |
| 56053/S6053 | The Collector                                                  | Maurice Jarre                       | Colonna sonora di The Collector |
| 56054/S6054 | The Power of Positive Swinging                                 | Clark Terry Bob Brookmeyer Quintet  | |
| 56055/S6055 | We Three Trio                                                  | We Three Trio                       | |
| 56056/S6056 | Baby the Rain Must Fall                                        | Elmer Bernstein                     | Colonna sonora di Baby the Rain Must Fall                                                                                               |
| 56057/S6057 | The Moment of Truth                                            | Piero Piccioni                      | Colonna sonora di Il momento della verità                                                                                               |
| 56058/S6058 | Wonderful Life                                                 | Irene Kral                          | |
| 56059/S6059 | The Creeper                                                    | Dennis Budimir                      | |
| 56060/S6060 | The Maynard Ferguson Sextet                                    | Maynard Ferguson                    | |
| 56061/S6061 | King Rat                                                       | John Barry                          | Colonna sonora di King Rat |
| 56062/S6062 | Juliet of the Spirits                                          | Nino Rota                           | Colonna sonora di Juliet of the Spirits                                                                                                 |
| 56063/S6063 | Great Original Soundtracks & Movie Themes                      | Artisti vari                        | |
| 56064/S6064 | The Heroes of Telemark                                         | Malcolm Arnold                      | Colonna sonora di The Heroes of Telemark                                                                                                |
| 56065/S6065 | Woman Talk                                                     | Carmen McRae                        | |
| 56066/S6066 | Mumbles                                                        | Clark Terry                         | |
| 56067/S6067 | The Lollipop Cover                                             | Ruby Raksin                         | |
| 56068/S6068 | A Patch of Blue                                                | Jerry Goldsmith                     | Colonna sonora di A Patch of Blue |
| 56069/S6069 | Comic Book Heroes                                              | Capes and Masks Orchestra           | |
| 56070/S6070 | The Square Root of Zero                                        | Elliot Kaplan                       | |
| 56071/S6071 | The 10th Victim                                                | Piero Piccioni                      | Colonna sonora di The 10th Victim |
| 56072/S6072 | That Man in Istanbul                                           | Georges Garvarentz\|                | Colonna sonora di That Man in Istanbul                                                                                                  |
| 56073/S6073 | The Trouble with Angels                                        | Jerry Goldsmith                     | Colonna sonora di The Trouble with Angels                                                                                               |
| 56074/S6074 | I've Lost My Yo-Yo                                             | Brandywine Singers                  | |
| 56075/S6075 | Pow! Jeannie Trevor Sings!!                                    | Jeannie Trevor                      | |
| 56076/S6076 | Award Winning Original Motion Picture Soundtracks & Themes     | Artisti vari                        | |
| 56077/S6077 | Stagecoach                                                     | Jerry Goldsmith                     | Colonna sonora di Stagecoach |
| 56078/S6078 | Harper                                                         | Johnny Mandel                       | Colonna sonora di Harper |
| 56079/S6079 | Detectives & the Agents & Great Suspense Motion Picture Themes | Artisti vari                        | |
| 56080/S6080 | Walk Don't Run                                                 | Quincy Jones                        | Colonna sonora di Cammina, non correre                                                                                                  |
| 56081/S6081 | The Blue Max                                                   | Jerry Goldsmith                     | Colonna sonora di The Blue Max |
| 56082/S6082 | The Shop on Main Street                                        | Zdeněk Liška                        | Colonna sonora di The Shop on Main Street                                                                                               |
| 56083/S6083 | Walk on the Wide Side                                          | Elmer Bernstein                     | Colonna sonora di Anime sporche Riedizione di Choreo A4ST                                                                               |
| 56084/S6084 | Alfie                                                          | Carmen McRae                        | |
| 56085/S6085 | Bitter Acid                                                    | Mauricio Smith                      | |
| 56086/S6086 | Gingerbread Men                                                | Clark Terry/Bob Brookmeyer Quintet  | |
| 56087/S6087 | Songs of Inspiration                                           | Bill Brown                          | |
| 56088/S6088 | The Wrong Box                                                  | John Barry                          | Colonna sonora di The Wrong Box |
| 56089/S6089 | Chaplin's Art of Comedy                                        | Elias Breeskin                      | Colonna sonora di Chaplin's Art of Comedy                                                                                               |
| 56090/S6090 | Gypsy Girl                                                     | Milton DeLugg                       | Colonna sonora di Gypsy Girl |
| 56091/S6091 | In Person in San Francisco                                     | Carmen McRae                        | |
| 56092/S6092 | Mira!                                                          | Hugo Montenegro                     | |
| 56093/S6093 | Soul of a People                                               | Gordon Jenkins                      | Ristampa di Time 2050 |
| 56094/S6094 | A Man and His Movies                                           | Elmer Bernstein                     | |
| 56095/S6095 | Hey, Listen Baby-Let's Dance                                   | David Carroll e His Orchestra       | |
| 56096/S6096 | Wine, Women and Italy                                          | Italian Guitars                     | |
| 56097       | Thunder                                                        | Orquesta Los Hombres de España      | |
| 56098/S6098 | Melodies of Love                                               | Richard Hayman                      | |
| 56099/S6099 | Big Brother and the Holding Company                            | Big Brother and the Holding Company | |
| 56100/S6100 | A Pot of Flowers                                               | Artisti vari                        | The Wildflowers, Harbinger Complex, Euphoria e The Other Side                                                                           |
| 56101/S6101 | Music from Camelot                                             | Hugo Montenegro                     | |
| 56102/S6102 | The Superfine Dandelion                                        | The Superfine Dandelion             | |
| 56103/S6103 | Jelly Bean Bandits                                             | Jelly Bean Bandits                  | |
| 56104/S6104 | The Amboy Dukes                                                | The Amboy Dukes                     | |
| S6105       | Tiffany Shade                                                  | Tiffany Shade                       | |
| S6106       | Bohemian Vendetta                                              | Bohemian Vendetta                   | |
| S6107       | The Tangerine Zoo                                              | The Tangerine Zoo                   | |
| S6108       | The Growing Concern                                            | The Growing Concern                 | |
| S6109       | The Best of Morgana King                                       | Morgana King                        | |
| S6110       | Live & Wailing                                                 | Carmen McRae                        | |
| S6111       | Slaughter on 10th Avenue                                       | Hugo Montenegro                     | |
| S6112       | Journey to the Center of the Mind                              | The Amboy Dukes                     | |
| S6113       | The Art of Lovin'                                              | The Art of Lovin'                   | |
| S6114       | The Best of Pete Jolly                                         | Pete Jolly                          | |
| S6115       | Ellie Pop                                                      | Ellie Pop                           | |
| S6116       | Outside Looking In                                             | The Tangerine Zoo                   | |
| S6117       | The Orient Express                                             | The Orient Express                  | |
| S6118       | Migration                                                      | The Amboy Dukes                     | |
| S6119       | Stone Circus                                                   | Stone Circus                        | |
| S6120       | Nucleus                                                        | Nucleus                             | |
| S6121       | A Spoonful of Cathy Young                                      | Cathy Young                         | |
| S6122       | Last Nikle                                                     | Last Nikle                          | |
| S6123       | Totie Fields Live                                              | Totie Fields                        | |
| S6124       | Hour World                                                     | The British Casuals                 | |
| S6125       | The Best of the Original Amboy Dukes                           | The Amboy Dukes                     | |
| S6126       | Drive It                                                       | Lincoln St. Exit                    | |
| S6127       | Josefus                                                        | Josefus                             | |
| S6128       | December's Children                                            | December's Children                 | |
| S6129       | Electric Holy Man                                              | Henry Tree                          | |
| S6130       | Freeport                                                       | Freeport                            | |
| S6131       | Katmandu                                                       | Katmandu                            | |
| S6132       | Lacewing                                                       | Lacewing                            | |

### Serie 300 (LP 12')
La Serie Mainstream 300 iniziò nel 1971 quando l'etichetta si concentrò maggiormente su artisti funk/soul e jazz (così come sulla ristampa di LP jazz originariamente pubblicati per la Time Records) prima che l'etichetta chiudesse intorno al 1976. 
| N. Catalogo | Titolo                                                   | Artista                                                  | Note |
| ----------- | -------------------------------------------------------- | -------------------------------------------------------- | --- |
| MRL 300     | Rated X for Excitement                                   | Ron Frangipane & His Orchestra                           | |
| MRL 301     | Motion Pictures: The NOW Generation                      | Joe Scott & His Orchestra                                | |
| MRL 302     | Images                                                   | Dean Christopher & His Orchestra                         | |
| MRL 303     | Blood, Sweat & Brass                                     | The Phoenix Authority                                    | |
| MRL 304     | The Music of Laura Nyro                                  | Ron Frangipane                                           | |
| MRL 305     | Hard Mother Blues                                        | Ernie Wilkins & His Orchestra                            | |
| MRL 306     | A 65-Piece Rock Workshop                                 | Bob Shad & The Bad Men                                   | |
| MRL 307     | A Symphony of Our Time                                   | Joe Scott                                                | |
| MRL 308     | Hometown Blues                                           | Sonny Terry & Brownie McGhee                             | Ristampa del 56049 |
| MRL 309     | Carmen McRae                                             | Carmen McRae                                             | |
| MRL 310     | Ray Charles, Arbee Stidham, Lil Son Jackson, James Wayne | Ray Charles, Arbee Stidham, Lil Son Jackson, James Wayne | |
| MRL 311     | The Blues                                                | Lightnin' Hopkins                                        | Ristampa del 56040 |
| MRL 312     | Charles Williams                                         | Charles Williams                                         | |
| MRL 313     | Hip Ensemble                                             | Roy Haynes                                               | |
| MRL 314     | A New Shade of Blue                                      | Harold Land                                              | |
| MRL 315     | Blue Mitchell                                            | Blue Mitchell                                            | |
| MRL 316     | Screamin' Blues                                          | Maynard Ferguson                                         | Ristampa del 56045 |
| MRL 317     | Dave Hubbard                                             | Dave Hubbard                                             | |
| MRL 318     | Hadley Caliman                                           | Hadley Caliman                                           | |
| MRL 319     | Right On                                                 | Maxine Weldon                                            | |
| MRL 320     | Straight No Chaser                                       | Clark Terry/Bob Brookmeyer Quintet                       | Ristampa del 56043 |
| MRL 321     | A Taste of Honey                                         | Morgana King                                             | Ristampa del 56015 |
| MRL 322     | Sings and Swings Organ                                   | Gloria Coleman Ltd.                                      | |
| MRL 323     | David Young                                              | David Young                                              | |
| MRL 324     | Sonny Red                                                | Sonny Red                                                | |
| MRL 325     | Dizzy Gillespie and the Mitchell Ruff Duo in Concert     | Dizzy Gillespie                                          | |
| MRL 326     | Dirty Blues                                              | Lightnin' Hopkins                                        | Ristampa del Time 1384 |
| MRL 327     | Stan Hope                                                | Stan Hope                                                | |
| MRL 328     | Sun, Moon and Stars                                      | LaMont Johnson                                           | |
| MRL 329     | Charles McPherson                                        | Charles McPherson                                        | |
| MRL 330     | John White                                               | John White                                               | |
| MRL 331     | Charles Kynard                                           | Charles Kynard                                           | |
| MRL 332     | Homecoming                                               | Art Farmer                                               | |
| MRL 333     | Crankin'                                                 | Curtis Fuller                                            | |
| MRL 334     | Matrix                                                   | Michael Longo                                            | |
| MRL 335     | Strayhorn: A Mitchell-Ruff Interpretation                | Mitchell-Ruff                                            | |
| MRL 336     | Awareness                                                | Buddy Terry                                              | |
| MRL 337     | The Guerilla Band                                        | Hal Galper                                               | |
| MRL 338     | Gold                                                     | Carmen McRae                                             | |
| MRL 339     | Chilly Wind                                              | Maxine Weldon                                            | |
| MRL 340     | A Time in My Life                                        | Sarah Vaughan                                            | |
| MRL 341     | Wishbone                                                 | Reggie Moore                                             | |
| MRL 342     | Iapetus                                                  | Hadley Caliman                                           | |
| MRL 343     | Vital Blue                                               | Blue Mitchell                                            | |
| MRL 344     | Choma (Burn)                                             | Harold Land                                              | |
| MRL 345     | Trees and Grass and Things                               | Charles Williams                                         | |
| MRL 346     | Katumbo (Dance)                                          | Johnny Coles                                             | |
| MRL 347     | Angyumaluma Bongliddleany Nannyany Awhan Yi!             | Clark Terry                                              | Ristampa del 56066 |
| MRL 348     | The Night Blooming Jazzmen                               | The Night Blooming Jazzmen                               | con Kittie Doswell e diretto da Leonard Feather |
| MRL 349     | The Loud Minority                                        | Frank Foster                                             | |
| MRL 350     | Get It Together                                          | Various Artists                                          | Charles Kynard, Charles McPherson, Dave Hubbard, Charles Kynard, Dave and the Jay Jay's, Charles Williams e Johnny Coles                            |
| MRL 351     | Senyah                                                   | Roy Haynes                                               | |
| MRL 352     | In Person                                                | Carmen McRae                                             | Ristampa del Time S/2104 |
| MRL 353     | White Heat                                               | Barry Miles                                              | |
| MRL 354     | Wild Bird                                                | Hal Galper                                               | |
| MRL 355     | Cuore di Mama                                            | Morgana King                                             | |
| MRL 356     | Pure Dynamite                                            | Buddy Terry                                              | |
| MRL 357     | The Awakening                                            | Mike Longo                                               | |
| MRL 358     | Otra Ves                                                 | Zoot Sims                                                | Ristampa del 56013 |
| MRL 359     | Dues                                                     | Maynard Ferguson                                         | Ristampa del 56031 |
| MRL 360     | A Time for Blues                                         | Arbee Stidham                                            | |
| MRL 361     | Sarah Vaughan con Michel Legrand                         | Sarah Vaughan                                            | |
| MRL 362     | Alice Clark                                              | Alice Clark                                              | |
| MRL 363     | Dance of Allegra                                         | Pete Yellin                                              | |
| MRL 364     | Yesterday                                                | Various Artists                                          | Stan Getz, Gerry Mulligan, Wardell Gray, Dave Lambert, Benny Green, Allen Eager - Ristampa del 56025                                                |
| MRL 365     | Siku Ya Bibi (Day of the Lady)                           | Charles McPherson                                        | |
| MRL 366     | Woga                                                     | Charles Kynard                                           | |
| MRL 367     | Damisi                                                   | Harold Land                                              | |
| MRL 368     | Driftin'Blues                                            | Charles Brown                                            | Ristampa del 56007 |
| MRL 369     | Softly                                                   | Ruth Brown                                               | Ristampa del 56034 |
| MRL 370     | Smokin'                                                  | Curtis Fuller                                            | |
| MRL 371     | Gentle Eyes                                              | Art Farmer                                               | |
| MRL 372     | Six by Six                                               | Maynard Ferguson                                         | Ristampa del 56060 |
| MRL 373     | Clark Terry Bob Brookmeyet Quintet                       | Clark Terry Bob Brookmeyer Quintet                       | Ristampa del 56086 |
| MRL 374     | Blues' Blues                                             | Blue Mitchell                                            | |
| MRL 375     | Mannekind                                                | Shelly Manne                                             | |
| MRL 376     | Family                                                   | Paul Jeffrey                                             | |
| MRL 377     | Ellerine                                                 | Ellerine Harding                                         | |
| MRL 378     | A Little Lovin'                                          | Mel Dancy                                                | |
| MRL 379     | Feelin' Good                                             | Sarah Vaughan                                            | |
| MRL 380     | Furioso                                                  | Reggie Moore                                             | |
| MRL 381     | Stickball                                                | Charles Williams                                         | |
| MRL 382     | Scatbird                                                 | Barry Miles                                              | |
| MRL 383     | Bertha Belle Browne                                      | Bertha Belle Browne                                      | |
| MRL 384     | Bananas Are Not Created Equal                            | Jay Berliner                                             | |
| MRL 385     | Ups 'n Downs                                             | Bud Powell                                               | |
| MRL 386     | Daahoud                                                  | Max Roach and Clifford Brown                             | |
| MRL 387     | I Want You                                               | Carmen McRae                                             | Compilation of tracks from 56028, 56044 and 56065                                                                                                   |
| MRL 388     | Freedom Jazz Dance                                       | The Night Blooming Jazzmen                               | |
| MRL 389     | Your Mama Don't Dance                                    | Charles Kynard                                           | |
| MRL 390     | Watershed                                                | Paul Jeffrey                                             | |
| MRL 391     | Lean on Him                                              | Buddy Terry                                              | |
| MRL 392     | The Last Tango = Blues                                   | Blue Mitchell                                            | |
| MRL 393     | Our Way (Tahka-Tahka)                                    | The Barry Sisters                                        | |
| MRL 394     | Soul Makossa                                             | Afrique                                                  | |
| MRL 395     | Today's Man                                              | Charles McPherson                                        | |
| MRL 396     | Windows                                                  | Jack Wilkins                                             | |
| MRL 397     | It's the Right Thing                                     | Pete Yellin                                              | |
| MRL 398     | Inner Journey                                            | Hal Galper                                               | |
| MRL 399     | March 1936                                               | Andy Kirk e le sue Clouds of Joy                         | |
| MRL 400     | Graffiti Blues                                           | Blue Mitchell                                            | |
| MRL 401     | Live in Japan                                            | Sarah Vaughan                                            | |
| MRL 402     | Many Shades of Blue                                      | Blue Mitchell                                            | |
| MRL 403     | Live & Doin' It                                          | Carmen McRae                                             | |
| MRL 404     | Sarah Vaughan with the Jimmy Rowles Quintet              | Sarah Vaughan                                            | |
| MRL 405     | Low Down Dirty Blues                                     | Lightnin' Hopkins                                        | |
| MRL 406     | Paul Jeffrey                                             | Paul Jeffrey                                             | |
| MRL 407     | Going Down Slow                                          | Sonny Terry & Brownie McGhee / Peppermint Harris         | |
| MRL 408     | Jazz                                                     | Various Artists                                          | Harold Land, Bobby Hutcherson, Blue Mitchell, Joe Sample, Stanley Clarke, Freddy Robinson, Hadley Caliman, Buddy Terry, Woody Shaw, Eddie Henderson |
| MRL 409     | Billie Holiday Revisited By                              | Various Artists                                          | Sarah Vaughan, Dinah Washington, Carmen McRae, Morgana King and Others                                                                              |
| MRL 410     | Guitar Players                                           | Various Artists                                          | |
| MRL 411     | Frank Turba                                              | Frank Turba                                              | |
| MRL 412     | Send in the Clowns                                       | Sarah Vaughan                                            | |
| MRL 413     | Booty                                                    | Various Artists                                          | Blue Mitchell, Roy Haynes, Charles Kynard, Charles Williams                                                                                         |
| MRL 414     | Dr. Slingshot                                            | The Amboy Dukes                                          | Compilation of tracks from 56104 and S6112 |
| MRL 415     | Red Light                                                | The Stroziers                                            | |
| MRL 416     | The Don Burrows Quartet at the Sydney Opera House        | Don Burrows                                              | |
| MRL 417     | Looking Backwards to Tomorrow                            | Jeannie Lewis                                            | |
| MRL 418     | Black Blood                                              | Black Blood                                              | |
| MRL 419     | More Sarah Vaughan Live in Japan                         | Sarah Vaughan                                            | |
| MRL 420     | The Lonely One                                           | Terry Huff and Special Delivery                          | |
| MRL 421     | Ted Nugent and The Amboy Dukes                           | Ted Nugent e The Amboy Dukes                             | Compilazione di brani da S6104, S6112 e S6118 |